# Великая Петля
Великая Петля (англ. Great Loop) — система водных путей, которые составляют замкнутый туристический маршрут, и которые проходят через восточную часть США и частью по Канаде. Она состоит как из естественных, так и из искусственных водных путей, включая прибрежные водные пути Атлантики и Мексиканского залива, Великие озера, канал Эри, а также водные пути Миссисипи и Теннесси - Томбигби. Вся Петля растянулась примерно на 9700 километров.

## Круиз
Не существует единого маршрута или направления для круиза по Петле. Чтобы избежать зимних льдов и летних ураганов, лодочники обычно пересекают Великие озера и водные пути Канады летом, спускаются по Миссисипи или водному пути Теннесси-Томбигби осенью, пересекают Мексиканский залив и Флориду зимой и поднимаются по Атлантическому прибрежному водному пути весной. В зависимости от скорости путешествия, маршрут может занять всего 2 месяца, но чаще всего путешествие занимает около года. Маршрут также может быть пройден сегментами.
Путешествие может начаться в любой точке маршрута, и когда они возвращаются в исходную точку, говорят, что они «пересекли свой след» и завершили Великую Петлю.

## Выбор маршрута
Начав, предположим, путешествие в районе Чикаго, штат Иллинойс, у «петлевиков» есть возможность пройти по реке Чикаго и Чикагскому санитарно-корабельному каналу или каналом Кэл-Саг до реки Дез-Плейнс. Иллинойсский водный путь проходит через Джолиет и вскоре превращается в реку Иллинойс. Река Иллинойс течет на запад, через несколько шлюзов, затем на юг, через Пеорию. В Графтоне, штат Иллинойс, река Иллинойс впадает в Миссисипи.
Спускаясь по Миссисипи, путешественник минует Сент-Луис и Кейп-Жирардо, Миссури. На слиянии рек Миссисипи и Огайо в Кейро, штат Иллинойс, следует выбрать, спускаться ли вниз по Миссисипи до Нового Орлеана, штат Луизиана, или подняться по реке Огайо по более типичному маршруту Теннесси — Томбигби к Мексиканскому заливу. Из-за таких трудностей, как интенсивное движение барж, отсутствие марин и нехватка заправок в нижнем течении реки Миссисипи, большинство путешественников выбирают реку Огайо и двигаются вверх по течению до Падьюки, штат Кентукки. Покидая Падьюку, лодочники вскоре поднимаются в озеро Кентукки.
Пересекая озеро Кентукки протяженностью 184 мили, суда путешественников поднимаются по реке Теннесси и сворачивают на водный путь Тенн-Том близ Айюки, штат Миссисипи. Далее следует спуск через систему шлюзов в низовья реки Томбигби, которая в конечном итоге достигает Мобила, крупного порта в Мексиканском заливе. Некоторые путешественники предпочитают продолжить путь вверх по реке Теннесси до Чаттануги, штат Теннесси, и Ноксвилла, штат Теннесси, в качестве обходного пути.
Двигаясь далее на восток по внутреннему Береговому каналу вдоль Флоридской ручки, суда в итоге должны пересечь Мексиканский залив и добраться до основной части Флориды. Береговой канал продолжается от Сент-Питерсберга на юг. У путешественников выбор: они могут либо пересечь Южную Флориду через озеро Окичоби, либо обогнуть её под парусом через Флорида-Кис.
Петля продолжается вверх по Береговому каналу вдоль Атлантического побережья Флориды, через прибрежные районы Джорджии, Южной Каролины и Северной Каролины. Чтобы добраться до Чесапикского залива, можно пройти по Унылому болотному каналу или каналом Албемарл-Чесапик. Двигаясь на север через Чесапикский залив, путешественники в конце концов достигают Чесапикско-Делавэрского канала и направляются по нему в залив Делавэр. После пересечения залива Делавэр до Кейп-Мэя, штат Нью-Джерси, всем судам, кроме самых маленьких, приходится плыть по Атлантическому океану до Нью-Йорка.
Войдя в реку Гудзон в Нью-Йорке, лодки поднимаются по ней до Уотерфорда, штат Нью-Йорк. Здесь часть путешественников продолжат двигаться на север по Шамплейнскому каналу и сделают петлю через Монреаль, Канада. Однако большинство пересекут весь канал Эри или его часть. Суда меньшей высоты могут пройти по всему каналу до Буффало, штат Нью-Йорк, затем через озеро Эри, мимо Детройта и в конечном итоге достичь озера Гурон. Многие другие — особенно те, которые слишком высоки для мостов через Западный канал Эри, — идут по каналу Освего на север к озеру Онтарио. Этот вариант позволяет плыть либо по каналу Уэлланд до озера Эри, либо совершить круиз по живописному водному пути Трент-Северн в Онтарио, Канада, чтобы добраться до залива Джорджиан на озере Гурон.
Озеро Гурон является финишем для всех судов, независимо от маршрутов и ответвлений. Все лодки должны пересечь пролив Макино в верхней части Нижнего полуострова Мичиган и войти в озеро Мичиган. Дополнительно можно пройти через шлюзы Су и посетить озеро Верхнее.
У путешественников есть возможность следовать вдоль побережья Висконсина или Мичигана, направляясь на юг по озеру Мичиган обратно в Чикаго.

## Культура луперов
Те яхтсмены, которые находятся на Петле, обычно поднимают белый бедж, а те, кто завершил Петлю, поднимают золотой.
Американская ассоциация круизеров по Большой Петле (AGLCA) помогает путешествующим по Большой Петле, делясь информацией о безопасности, навигации и круизе, а также предоставляя сетевую платформу для путешествующих через дискуссионный форум, предназначенный только для её членов. Яхтсмены могут обмениваться информацией по таким темам, как пристани для яхт, проход через шлюзы, глубина воды, опасности, ремонт, цены на топливо, бронирование столиков на ужин и осмотр достопримечательностей. AGLCA также дважды в год проводит собрания для тех, кто в настоящее время находится на Петле, и для тех, кто планирует большое путешествие по Петле.